# 1810-е

## Догађаји и трендови
- 1811. — у Уједињеном Краљевству је настао лудистички покрет (1811—1816).
- 1812. — Наполеон кренуо у поход на Русију.
- 1813. — француска војска под Наполеоновим вођством је доживјела тежак пораз у бици код Лајпцига.
- 1813. — угушен Први српски устанак.
- 1814. — започео је Бечки конгрес.
- 1814. — снаге Шесте коалиције су заузеле Париз, Наполеон је абдицирао и прогнан на острво Елбу.
- 1815. — Наполеон се поново вратио на власт. У Рату седме коалиције поражен је у бици код Ватерлоа и прогнан је на острво Света Хелена у јужном Атлантском океану.
- 1815. — започео је Други српски устанак.
- 1815. — завршио је Бечки конгрес, на којему су одређене нове границе у Европи. Аустријском царству је припала Далмација и западна Истра и посједи у Сјеверној Италији.
- 1819. — Шпанијска колонија Нова Гранада је прогласила независност као Република Гран Колумбија под вођством предсједника Симона Боливара.

## Култура
- 1818. — Вук Стефановић Караџић је провео реформу српске ћирилице.

### Музика
- 1810. — рођен Фредерик Шопен.